# Kanhoji Angria
Pour les articles homonymes, voir Angria.
Kanhoji Angria, né en août 1669 et mort le 4 juillet 1729, est un amiral indien opérant sur la côte ouest de l'Inde au XVIIIe siècle, notamment sur la côte de Malabar. Membre d'une famille enrichie par la piraterie, il extorquait des rançons aux navires de la Compagnie anglaise des Indes orientales.
Il commença sa carrière vers 1690, et en 1715, il était à la tête de 26 forts dans les environs de Bombay, d'où partaient ses flottes. Après sa mort en 1729, ses fils se disputèrent, mais en 1743, l'aîné, Tulaji Angria réussit à s'imposer et les activités reprirent.
L'INS Angria, base navale du commandement ouest de la Marine indienne à Bombay, porte son nom.